# 93 Pułk Piechoty (II RP)
93 Pułk Piechoty (93 pp) – rezerwowy oddział piechoty Wojska Polskiego II RP.
Pułk nie występował w organizacji pokojowej wojska. Był jednostką formowaną zgodnie z planem mobilizacyjnym „W” dla rezerwowej 39 Dywizji Piechoty.

## 93 pp w kampanii wrześniowej

### Mobilizacja
Jednostkami mobilizującymi były pułki piechoty 3 Dywizji Piechoty Legionów i 28 Dywizji Piechoty z Okręgów Korpusu nr I i nr II:
72 pułk piechoty w garnizonie Radom zmobilizował: 
- dowództwo 93 pp (rez.), w czasie X+4
- I batalion 93 pp, w czasie X+3,
- kompanię gospodarczą oraz pododdziały specjalne pułku, w czasie X+4[1].

8 pułk piechoty Legionów w garnizonie Lublin zmobilizował:
- II batalion 93 pp, w czasie X+3[2].

15 pułk piechoty „Wilków” w garnizonie Dęblin zmobilizował:
- III batalion 93 pp, w czasie X+4[3].

### Działania bojowe
Wieczorem 3 września 1939 r. pułk wymaszerował do Zagnańska. Składał się z I/93 pp (rez.) i improwizowanego batalionu (72 pułk piechoty mjr. J. Papielewicza. Wszedł w skład Podgrupy „Radom” ppłka Bronisława Kowalczewskiego w Grupie Kielce. 6 września pod Zagnańskiem odpierał ataki oddziałów 2 Dywizji Lekkiej.

#### III batalion 93 pp rez.
Po zmobilizowaniu batalion 7 września przemaszerował z Dęblina do Solca i wzmocnił dywizjon rozpoznawczy WBPM mjr. Konstantego Kułagowskiego. Następnie od 9 września wraz z plutonem artylerii i dwoma plutonami 105 kompanii km plot. bronił przeprawy przez Wisłę pod miejscowością Kamień. Batalion zaatakowany od strony Kazimierza przez jednostki niemieckie wycofał się 13 września w ślad za 39 DP rez. i dołączył do niej w rejonie Kurowa. Wcielony do 94 pp rez. ppłk. Kazimierza Gołkowskiego przemieścił się w okolice Chełma. Walczył pod Cześnikami 22 września, Krasnobrodem 25 września, skapitulował wraz z macierzystą dywizją 27 września 1939 roku. 

## Obsada personalna pułku
Obsada personalna pułku
- dowódca pułku – ppłk piech. Stanisław V Kowalski
- adiutant – kpt. piech. Jan Józef Papiz
- dowódca I batalionu – mjr piech. Jerzy ? Ksawery Wierzbowski[a]
- dowódca II batalionu – mjr piech. mgr Jan Kanty Lasota
- dowódca III batalionu – mjr piech. Zygmunt Szymański †1940 Katyń[8]
  - dowódca 7 kompanii strzeleckiej – por. Leopold Michał[9]
  - dowódca 3 kompanii ckm – ppor. Michał Jan Michalik[9]